# 达米亚诺·托马西
達美安奴·湯馬斯（義大利語：Damiano Tommasi，1974年5月17日—），是一名義大利足球運動員，司職防守中場。

## 生平

### 球會
湯馬斯於意乙球隊維羅納開展足球事業，由1991年開始效力直到196年。其後轉投首都球隊羅馬，於1996年9月7日首次在意甲披甲上陣，以3-1擊敗皮亚琴察。在效力羅馬期間於2000/01年球季獲得一次聯賽錦標，繼拉素後連續第二年由首都球隊獲得冠軍，湯馬斯出席羅馬該球季全部34輪的聯賽。
在2004年夏季一場對史篤城的友誼賽中，湯馬斯與對方悍將（Gerry Taggart）發生碰撞，兩敗俱傷，湯馬斯膝蓋遭到重創。湯馬斯右膝蓋十字韌帶動手術後需要長期休戰進行復康治療。2005年夏季湯馬斯與羅馬即將約滿，而當時羅馬正陷於財困，不願意與年已31歲及傷勢不明的湯馬斯續約。湯馬斯願意將工資降至青年球員的水平，月薪僅為1,500歐元，是法律規定的下限，續約一年，湯馬斯在簽約時表示：「我這樣做是因為我愛羅馬，也愛足球。」（L'ho fatto per l'amore della Roma e per il calcio）。休息15個月後，直到2005年10月30日湯馬斯才告復出，在對阿斯科利的下半場終場前25分鐘後補入替達葛治，獲得羅馬的球迷起立拍掌歡迎。賽後體育報紙《Gazzetta》評價湯馬斯上場後的表現為「穩定的25分鐘」（25 minuti di sostanza）。其後在對墨西拿及祖雲達斯兩度後補上場，終於在11月27日羅馬主教練史巴列堤（Luciano Spalletti）將湯馬斯加入對費倫天拿的正選名單，湯馬斯於開賽後僅兩分鐘即為羅馬首開紀錄，正式向各意甲球隊宣佈羅馬戰士回歸球場。
2006年7月18日，在羅馬渡過光輝的10年歲月後，湯馬斯轉投西甲升班球隊利雲特，經過兩季苦苦掙扎，利雲特最終於在2008年降級。
2008年9月10日湯馬斯加盟英冠聯由義大利班底領導的昆士柏流浪。10月28日首次上陣出戰伯明翰城。2009年1月9日湯馬斯與昆士柏流浪同意提前解除合約，期間曾7次上陣。
2009年1月19日湯馬斯主動到西班牙參加天津泰達對布加勒斯特星隊的熱身賽，2月10日，正式加盟中國足球超級聯賽的天津泰達，簽約一年，年薪高達35萬美元。

### 國家隊
湯馬斯代表意大利U-21贏得1996年歐洲U-21足球錦標賽冠軍，從而獲得同年舉行的亞特蘭大奧運會足球項目參賽權，但在分組賽3戰1勝2負成績墊底出局。1998年11月18日湯馬斯首次代表大國腳出戰西班牙，但直到2001年方才成為常規正選，9月5日首次為國家隊入球，協助意大利1-0擊敗摩洛哥。湯馬斯出席由查柏東尼帶領的意大利在2002年韓日世界盃決賽週所有4場比賽，於十六強淘汰賽以1-2負於主辦國之一南韓被踢出局。2003年11月16日最後一次披上國家隊球衣出戰羅馬尼亞。

### 慈善
湯馬斯熱愛閱讀，深入研究丹麥哲學家齊克果（Søren Kierkegaard），被稱為「教授」，並精通球員權利的規則，是義大利球員工會的理事，而他的善行在意大利體壇著名；湯馬斯籌款協助興建兒童醫院及幫助殘障兒童，每月兩次到醫院探望病童，被暱稱為「正直靈魂」（anima candida，或譯作「純潔的心靈」），湯馬斯稱：「青少年視我們為偶像，我們需要樹立良好的榜樣。」。2001年11月7日湯馬斯發起公開信請願，要求美軍結束在阿富汗的軍事行動，獲得超過200名意大利體育明星響應聯署，包括巴迪斯圖達、托迪、朗拿度及杜尼等。

### 成立TPS公司
托馬西根據其在天津泰達足球俱樂部的經歷，於2009年底從天津泰達俱樂部退役之後，與其國際足聯經紀人Andrea Pretti以及前意大利足球運動員兼俱樂部經理Werner Seeber一起成立了托馬西（天津）體育文化交流有限公司（簡稱TPS），致力於在足球領域為歐洲與中國之間建立一座真正的橋樑，以其在足球領域中有限的經驗，在中國為發展自己所深愛的足球運動做出貢獻。

### 趣聞
- 《少林足球》在義大利上畫的版本是由湯馬斯為周星馳的角色配音[16]。

- 在羅馬效力時，湯馬斯負責收集和處理全隊遲到罰金[17]。

## 榮譽

### 球會
羅馬
- 意大利甲組聯賽冠軍：2000/01年；
- 意大利超級盃冠軍：2001年；

### 國家隊
意大利U-21
- 歐洲U-21足球錦標賽冠軍：1996年；

## 外部連結
- （英文） 足球数据库：达米亚诺·托马西的球员统计数据
- （意大利文） Official site （页面存档备份，存于）
- （英文） 國際足聯：湯馬斯國際賽統計 （页面存档备份，存于）
- （英文） QPR profile
- （意大利文） National team data
- （繁體中文） 羅馬戰士回歸－托馬西
- （简体中文）（英文）（意大利文） . （原始内容存档于2013-12-07）.